# Пізіпово
Пізі́пово (рос. Пизипово, чув. Писĕп) — присілок у складі Аліковського району Чувашії, Росія. Входить до складу Пітішевського сільського поселення.
Населення — 197 осіб (2010; 219 у 2002).
Національний склад:
- чуваші — 100 %